# Ла Мот
Ла Мот или Зелено острво (енгл. La Motte или Green Island) је мало острво из групе Каналских острва. Административно је део крунски поседа Џерзи. Острво се појављује у зависности од плиме и осеке. Острво је ненасељено и на њему се обављају археолошка истраживања.